# Konnsberg
Der Konnsberg ist ein bewaldeter Basaltkegel östlich von Konnersreuth in der Oberpfalz. Der Gipfel liegt auf 613 m ü. NHN im Naturraum Lausnitzer Randberge unmittelbar nordöstlich des Reichsforsts im südöstlichen Fichtelgebirge.

## Geschichte
An der Ostseite verlief in früheren Jahren eine wichtige Straße nach Eger (Cheb).

## Bauwerke
Früher standen dort Kohlenmeiler für die Eisenverhüttung in Arzberg (Oberfranken).

## Karten
- Fritsch Wanderkarte 1:50.000, Blatt 52, Naturpark Fichtelgebirge – Steinwald